# Władysław Pawlak (porucznik)
Władysław Pawlak ps. „Dan, Wład” (ur. 15 kwietnia 1901 w Chrustnem, zm. ?) – porucznik Wojska Polskiego, żołnierz Armii Krajowej, organizator konspiracji antyniemieckiej w powiecie konińskim, komendant obwodu ZWZ Konin, kawaler Krzyża Srebrnego Orderu Virtuti Militari, działacz społeczny, przedwojenny radny gminy Kazimierz Biskupi, długoletni nauczyciel i kierownik szkoły podstawowej w Kozarzewie.

## Życiorys
Władysław Pawlak urodził się 15 kwietnia 1901 roku we wsi Chrustne koło Garwolina w rodzinie chłopskiej. W 1920 roku, jako ochotnik, wziął udział w wojnie polsko-bolszewickiej. Po wojnie kontynuował naukę w Powiatowym Seminarium Nauczycielskim w Siedlcach. W 1924 roku rozpoczął pracę w Kozarzewie w gminie Kazimierz Biskupi. W nowym miejscu zamieszkania brał udział w organizacji lokalnej mleczarni oraz w wyborach do Rady Gminy Kazimierz Biskupi. Pod koniec lat 30. XX wieku rozpoczął studia na Uniwersytecie Warszawskim, które przerwała II wojna światowa.
Podczas kampanii wrześniowej dowodził batalionem 68 Pułku Piechoty. Oddział został rozbity pod Kutnem, jednak Władysławowi Pawlakowi udało się przeżyć. Przedarł się następnie do Warszawy, gdzie wziął udział w obronie stolicy. Po kilku dniach udał się do Garwolina, tworząc tam duży oddział żołnierzy, pochodzących z różnych formacji. Jednostka miała dotrzeć do Lublina, jednak ulegając namowom pułkownika Koca, Pawlak zmienił kierunek marszu, wyznaczając Rumunię jako nowy cel. W Chełmie napotkał innych wycieńczonych żołnierzy, pod wpływem których zaprzestał dalszego marszu. W pobliskim lesie rozkazał zniszczyć broń i rozwiązać oddział.
W październiku 1939 roku wrócił do rodzinnego domu w Daninowie w gminie Kazimierz Biskupi. Ponownie podjął pracę w szkole w Kozarzewie. 1 marca 1940 roku placówka została zamknięta przez okupanta niemieckiego. 12 maja tego samego roku Pawlak złożył przyrzeczenie wojskowe swojemu koledze z Goliny – Stefanowi Walczakowi, obiecując zorganizować lokalny oddział Związku Walki Zbrojnej.
Po zamknięciu szkoły w Kozarzewie pracował jako robotnik szosowy, na trasach: Słupca-Konin, Konin-Koło-Kleczew-Wilczyn-Ślesin i Konin-Rychwał. Taki rodzaj pracy pozwalał mu szybko nawiązywać kontakty z różnymi ludźmi (m.in. dróżnikami, mieszkańcami pobliskich gospodarstw i robotnikami pracującymi na stacjach w Spławiu, Koninie, Patrzykowie lub Kramsku), pozwalającymi na utworzenie ośmiu regionów ZWZ. Ostatecznie dowództwo ZWZ powierzyło mu stanowisko pierwszego komendanta obwodu ZWZ Konin „Krzywda”. Na swojego zastępcę mianował kaprala Władysława Brawatę ps. „Lasota”. W skład komendy weszli: szef łączników – naczelnik rejonowej poczty – Stanisław Kłęk ps. „Głąb”, łączniczka – Wanda Zwolańska, szef kwatermistrz – starszy sierżant Jan Łagodziński, szef saperów – starszy sierżant Stanisław Konieczny ps. „Żbik” i szef sanitarny – lekarz Nepomucen Anasiewicz ps. „Sęp”. Jednym ze współpracowników Władysława Pawlaka był Eugeniusz Gajewski – długoletni kierownik szkoły podstawowej w Kazimierzu Biskupim, wielokrotnie kursujący pomiędzy terenami II Rzeczypospolitej bezpośrednio wcielonymi do III Rzeszy, a Generalnym Gubernatorstwem.
Zwerbowane przez niego osoby zbierały informacje o niemieckich transportach kolejowych i drogowych. Udzielały pomocy materialnej wysiedlonym i kolportowały podziemną prasę. Wydawały setki fałszywych dowodów osobistych oraz zaopatrywały w żywność, lekarstwa i pieniądze osoby zagrożone wysiedleniem lub uciekinierów z obozów jenieckich, w tym m.in. wysiedlonych do Generalnego Gubernatorstwa mieszkańców Kazimierza Biskupiego. Członkowie zbierali i dostarczali naczelnym władzom informacje o niemieckich zbrodniach wojennych. W 1941 roku podwładnym Pawlaka udało się zorganizować ucieczkę Ludwikowi Lisiakowi – więźniowi Gestapo, przebywającemu wówczas w konińskim szpitalu.
Organizowana przez niego pomoc skierowana była również dla prześladowanych Żydów, poprzez organizację dla nich na stacjach kolejowych w Koninie, Kazimierzu Biskupim, Ślesinie i Skulsku punktów z żywnością i odzieżą. Pracujący na kolei członkowie ZWZ zatrzymywali pod różnymi pretekstami niemieckie pociągi. Wykorzystując nieuwagę Niemców sypali piasek do panewek wagonów, zatruwali żywność i wodę lub wciskali do towotu przy osiach drobne metalowe opiłki. W ten sposób opóźniali działania wojsk niemieckich. Ponadto na stacji w Spławiu opróżniali wagony z butów i koców przeznaczonych dla Wermachtu, a na stacji w Cieninie spalili cztery wagony z lekarstwami. Do innych osiągnięć Władysława Pawlaka zalicza się: zamontowanie tajnej radiostacji nadawczo-odbiorczej w Daninowie, przygotowanie planów miejsc zrzutów broni w Puszczy Bieniszewskiej i magazynów karabinów oraz amunicji w lasach kazimierskich i w Starym Mieście.
W kwietniu 1942 roku konfident Gestapo wydał większość członków lokalnej komórki konspiracyjnej. Władysław Pawlak nie został jednak aresztowany, ponieważ uratował go Roman Kin (ps. „Cichy”), ukrywając go w różnych miejscach. Dzięki pomocy Ignacego Pawlickiego z Kleczewa, Stanisława Brzezińskiego i łączniczki Wandy Zwolańskiej udało mu się zbiec do Generalnej Guberni. Po krótkim przeszkoleniu, wyrobieniu fałszywych dokumentów i przyjęciu nowego pseudonimu (Wład) rozpoczął konspiracyjną działalność w okręgu AK Łódź.
Po wojnie, w wyniku represji komunistycznych, został skazany na rok więzienia. Ze względu na zły stan zdrowia został zwolniony po 4 miesiącach. W wyniku prześladowań konińskiego Urzędu Bezpieczeństwa skazano go na 8 miesięcy pozbawienia wolności. Po wyjściu z więzienia pracował jako nauczyciel w Kozarzewie.

## Odznaczenia
Był odznaczony Krzyżem Srebrnym Orderu Virtuti Militari.